# Río Trancura
Río Trancura är ett vattendrag i Chile.   Det ligger i regionen Región de la Araucanía, i den södra delen av landet, 700 km söder om huvudstaden Santiago de Chile.
I omgivningarna runt Río Trancura växer i huvudsak blandskog. Runt Río Trancura är det mycket glesbefolkat, med 6 invånare per kvadratkilometer.